# Płatki gryczane

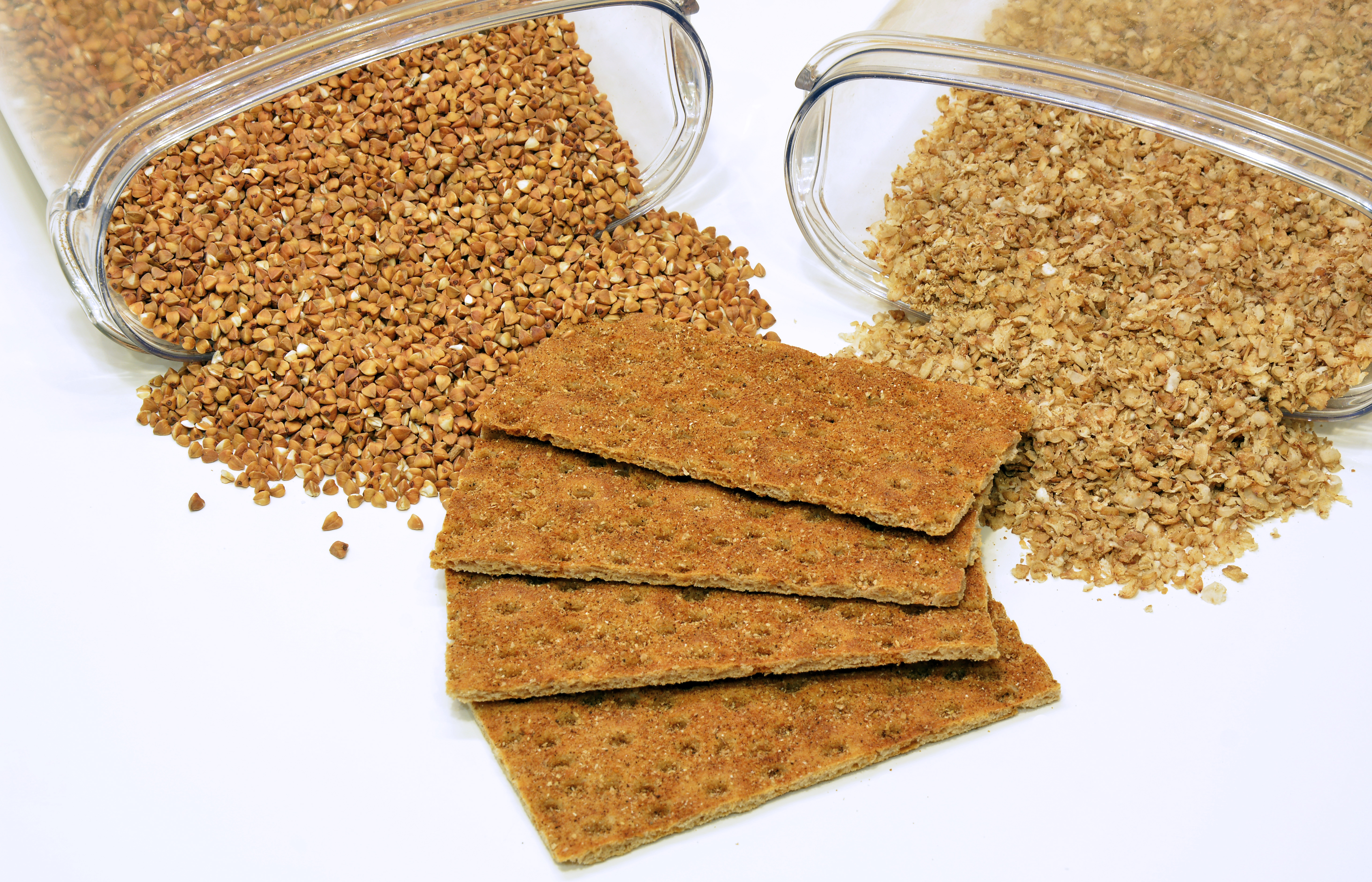
Produkty z gryki: kasza gryczana, płatki gryczane i otrzymane z mąki gryczanej pieczywo chrupkie.

Płatki gryczane – spożywczy produkt zbożowy otrzymywany z gniecionych, całych (nieratyfikowanych) ziaren gryki zwyczajnej. 

## Wykorzystanie w kuchni
Nadają się do spożycia po ugotowaniu w wodzie lub w mleku. Spożywane są samodzielnie lub w mieszance z innymi rodzajami płatków zbożowych, jako dodatek do musli, ciast lub deserów. Dodaje się je również do potraw mięsnych, np. kotletów lub zup. Na bazie płatków gryczanych przygotowywać można również gryczany chleb.
W handlu spotykanych jest kilka rodzajów płatków gryczanych:
- zwykłe,
- prażone,
- błyskawiczne.

## Wartości odżywcze i energetyczne

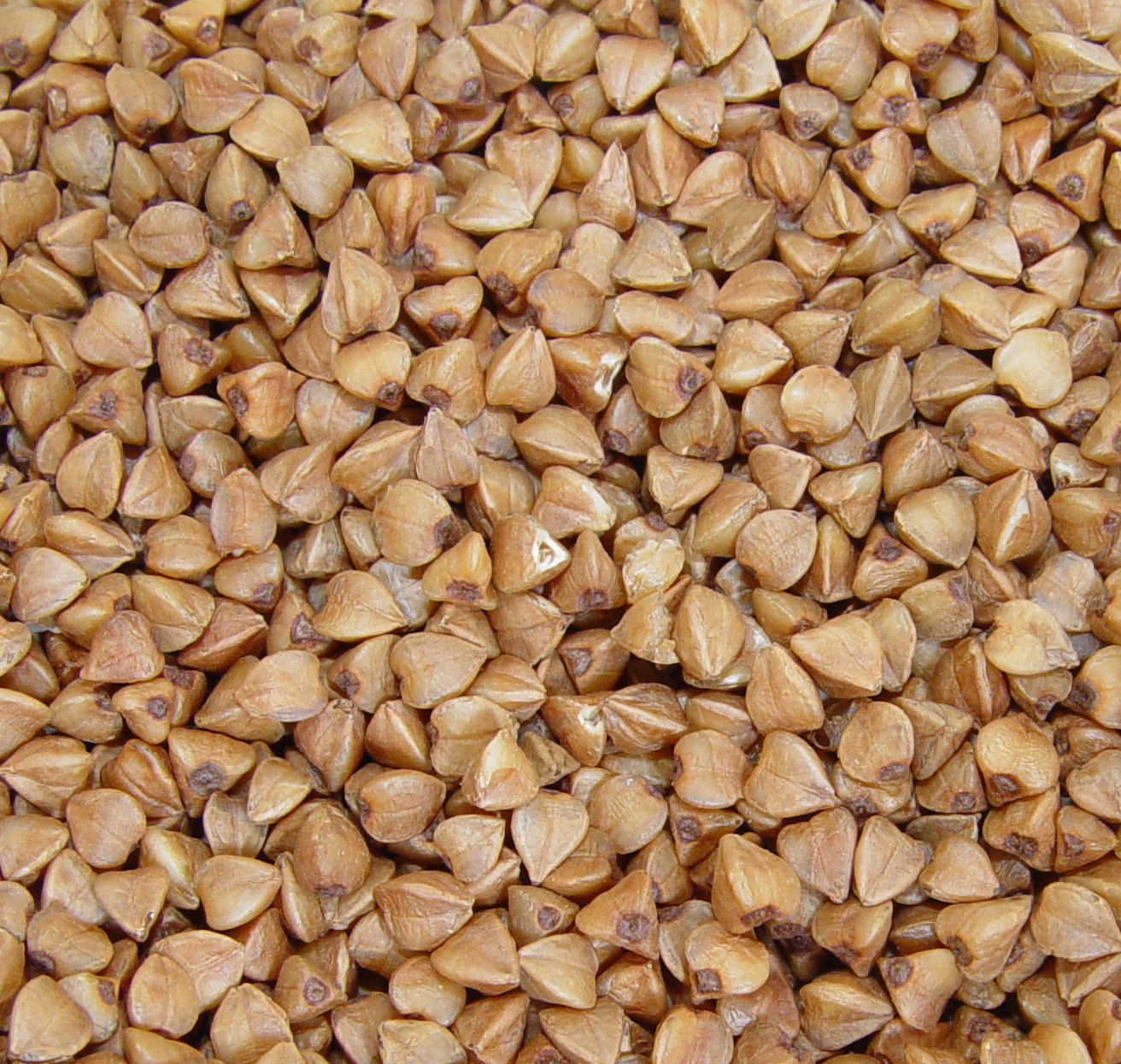
Ziarna gryki (kasza gryczana), będące surowcem do produkcji płatków, to z botanicznego punktu widzenia orzechy

Skład płatków gryczanych jest identyczny ze składem naturalnych, całych ziaren gryki, czyli kaszy gryczanej pod warunkiem, że nie zawierają technicznych zanieczyszczeń poprodukcyjnych. Głównym ich składnikiem są węglowodany pod postacią skrobi, w mniejszej ilości błonnika i cukrów prostych. Zawierają również białka i tłuszcze roślinne – w 100 g płatków znajduje się około 70-81 g węglowodanów, 9-12 g białek i 3 g tłuszczów. Wartość energetyczna 100 g wynosi ok. 356-387 kcal.
Dla organizmu są źródłem mikroelementów: magnezu, żelaza, siarki, kobaltu oraz witamin E i tych z grupy B (B1 i B2), a w mniejszych ilościach niklu, wapnia, fosforu, miedzi, cynku, boru i jodu. Zawierają lizynę i leucynę. W odróżnieniu od innych płatków zbożowych i kasz, te produkowane z gryki posiadają lepiej zbilansowany skład białkowy ze względu na zwiększoną zawartość lizyny. Ponadto rodzaj białek w płatkach gryczanych pozwala na ich spożywanie przez osoby będące na diecie bezglutenowej.